# 선거인단 개표법
1887년 선거인단 개표법(영어: Electoral Count Act of 1887, ECA)(Pub.L. 49–90, 24 Stat. 373 제정, 이후 미국 법전 제3편 제1장에 법전화됨)은 대통령 선거 후 선거인단 투표 개표를 위해 미국의 헌법에 명시된 절차를 보완한 미국의 연방 법률이다. 이 법은 개정되지 않은 형태로 2021년 미국 선거인단 투표 개표 때까지 적용되었다. 이 법은 이후 2022년 선거 개표 개혁 및 대통령직 인수 개선법에 의해 대폭 개정되었다.
이 법은 1887년에 의회에서 제정되었는데, 이는 1876년 미국 대통령 선거에서 몇몇 주가 서로 다른 선거인단 명부를 제출하고 분점된 의회가 몇 주 동안 교착 상태를 해결하지 못했던 논란이 많았던 1876년 대통령 선거 이후 10년 만의 일이었다. 이후 1880년 미국 대통령 선거와 1884년 미국 대통령 선거에서 박빙의 선거가 이어졌고, 공식적으로 확립된 개표 절차가 없는 상황에서 의회의 당파들이 개표 과정을 이용하여 원하는 결과를 강요할 수 있다는 가능성이 다시 제기되었다.
이 법은 선거 분쟁에 대한 의회의 개입을 최소화하고, 대신 분쟁 해결의 주요 책임을 주에 두는 것을 목표로 했다. 이 법은 주가 분쟁을 해결하고, 결과를 인증하며, 의회에 결과를 보내는 데 따라야 할 절차와 기한을 명시했다. 만약 주가 이러한 "안전 피난처" 기준을 따르고 주의 주지사가 적절하게 선거인단 투표 용지를 제출하면, 이 법은 이러한 "최종" 결정이 "적용된다"고 명시했다. 그러나 이 절차를 실행하면서 "어떤 허위 작성 또는 문서"를 만들거나 사용하는 것은 형사 범죄로, 미국 법전 18장 1001조 사기 및 허위 진술에 따라 5년 이하의 징역에 처해질 수 있었다. 이 법은 의회가 선거인단 투표를 거부할 수 있는 경우를 제한적인 분쟁 상황으로 한정했다: 주가 두 개 이상의 선거인단 명부를 제출한 경우, "선거인단 투표가 '정상적으로 부여되지 않은' 경우", 또는 "주지사가 선거인단의 임명을 '합법적으로 인증하지 않은' 경우"에만 가능했다.(pp.  615-616 ) 의회는 특정 결함이 있는 경우에 법에 따라 투표를 거부할 수 있었다: "주가 여러 세트의 선거인단 투표를 제출하는 경우", "선거인의 자격을 헌법적으로 갖추지 못했거나, 부패하게 투표했거나, 임명 후 헌법 또는 법정 요건을 위반하는 방식으로 투표한 선거인"이 있는 경우, "선거인단의 주지사 인증이 행정적 오류로 인한 경우", 또는 "선거인단의 선거 자체가 너무 불규칙하여 사기적이거나 헌법적 규범을 위반하는 경우"에만 거부가 가능했다.(p. 652)

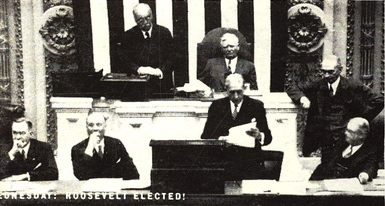
이 법에 따른 투표 개표는 1933년 뉴스위크 창간호의 표지를 장식했다

법의 핵심 조항들은 분쟁이 있는 선거에서 진지하게 시험된 적이 없었다. 이 법안이 제정된 이후, 일부는 이 법이 미래의 의회를 구속할 수 있을지에 대해 의문을 제기했다.(pp. 560–566) 헌법이 의회에 자체적인 절차 규칙을 제정할 권한을 부여하고 있기 때문에, 하원과 상원의 단순 다수결로 선거인단 투표를 개표하기 위해 소집된 합동 회의에 대한 새로운 규칙을 제정할 수도 있다.(pp.  550, 560 ) 논란이 많았던 2000년 미국 대통령 선거에서 이 법의 시기 조항은 부시 대 고어 사건과 같은 법원 판결에 영향을 미쳤다. 이 법은 제정된 이래로 비판을 받아왔으며, 초기 평론가는 이 법을 "매우 혼란스럽고 거의 이해할 수 없다"고 묘사했다.:643 현대 평론가들은 이 법이 "오해를 불러일으킨다"고 언급하며, "장황하고 반복적이며", "[그] 핵심 조항들은 모순되어 보인다"고 지적했다.:{{{1}}}
수정 헌법 제12조에 따라 부통령은 (상원 의장으로서) 선거인 증명서를 개봉한다. 이 법은 개표 과정에서 부통령의 제한적인 역할을 명확히 했다.(pp.  551–553 ) 양원은 부통령의 투표 포함 또는 제외 결정을 무효화할 수 있으며, 이 법에 따르면 양원이 동의하지 않는 경우에도 부통령이 아닌 주지사의 인증이 동점표를 깼다. 여러 경우에 부통령은 자신의 당의 패배, 그리고 일부 경우에는 자신의 패배를 확정해야 하는 의무를 가졌다. 리처드 닉슨, 월터 먼데일, 댄 퀘일, 앨 고어, 딕 체니, 조 바이든, 마이크 펜스, 그리고 카멀라 해리스는 모두 자신이나 자신의 당의 패배를 확정하는 개표를 주재했다.
2022년 선거 개표 개혁 및 대통령직 인수 개선법은 선거 개표법에 명시된 절차를 변경하고, 부통령의 역할에 대한 명확화를 추가했다. 이 제안은 2023년 통합세출법에 포함되었으며, 이는 제117대 미국 의회의 마지막 날에 통과되었다. 이 법안은 12월 29일 조 바이든 대통령에 의해 서명되었다. 새로운 하원과 상원의 단순 다수결은 헌법 조항이 제정되지 않는 한, 이후 선거인단 투표를 개표하기 위해 소집되는 합동 회의에 대한 새로운 규칙을 제정할 수도 있다.:{{{1}}}

## 배경

### 선거인단
미국 대통령과 부통령은 공식적으로 선거인단에 의해 선출된다. 헌법은 각 주에 "그 주의 입법부가 지시하는 방식으로" 선거인을 임명할 권한을 부여한다. 모든 주는 1868년 이후 어떤 형태의 대중 투표를 사용하고 있다. 선거인단은 "11월 첫 번째 월요일 이후의 화요일"에 열리는 선거일에 "임명"된다. 선거일 이후, 각 주에서 선출된 선거인단은 "12월 둘째 수요일 이후 첫 번째 월요일에 모여 투표"해야 하며, 선거인단 회의는 일반적으로 각 주의 주도에서 열린다.
1804년에 비준된 수정 헌법 제12조는 선거인단이 "대통령과 부통령으로 투표된 모든 사람들의 명단과 각 사람의 득표수를 별도로 작성하고, 이 명단에 서명하고 인증하며, 봉인하여 미국 정부의 소재지로 보내 상원 의장에게 전달해야 한다"고 요구한다. 또한 제2조의 조항처럼 "상원 의장은 상원과 하원 앞에서 모든 증명서를 개봉하고 투표는 그때부터 계산된다"고 명시되어 있다.
법에 대한 논의에서 "주"라는 용어는 워싱턴 D.C.를 포함하며, "주지사"라는 용어는 워싱턴 D.C. 시장을 포함한다. 워싱턴 D.C.는 수정 헌법 제23조에 따라 선거인을 임명한다.

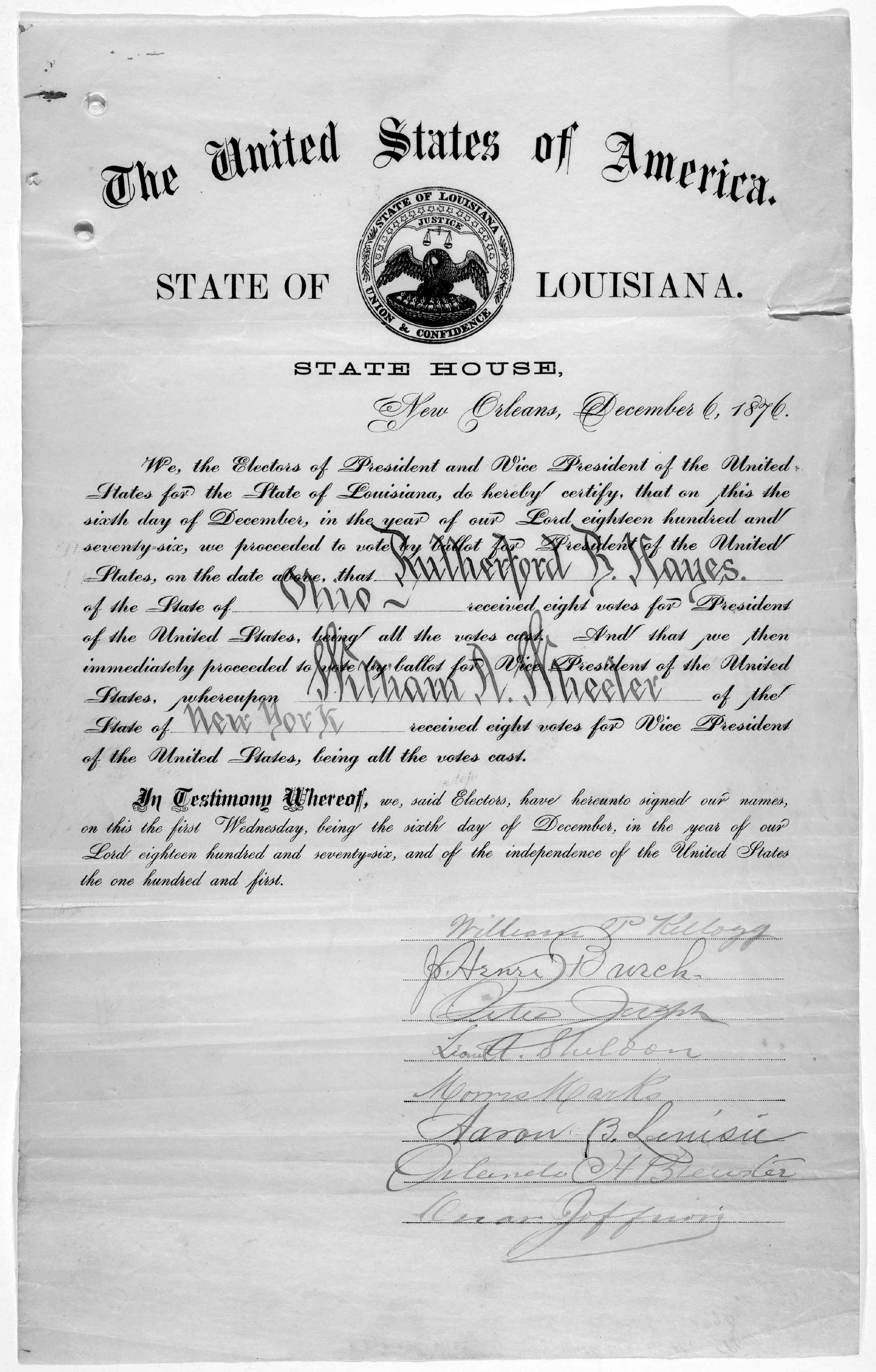
선거 개표법 이전 1876년 루이지애나의 러더퍼드 B. 헤이스에 대한 선거인 투표 증명서

### 법안 제정 전 역사
건국 첫 세기 동안 헌법의 선거 투표 개표 조항에 대해 적어도 "세 가지 큰 질문"이 자주 제기되었다.
첫째, 헌법이 상원 의장에게 개표에 수반되는 재량권을 행사할 단독 권한을 부여하는가, 아니면 양원이 투표의 유효성을 최종적으로 판단하는가? 둘째, 개표 권한은 주 당국에 의해 임명되었다고 선언된 선거인단이 부여한 투표수를 단순히 집계하는 권한인가, 아니면 주 당국의 선언의 정확성을 판단하고 선거인단의 행위의 유효성을 심사할 권한이 있는가? 셋째, 권한의 범위가 어떠하든, 결정에 필요한 증거는 어떻게 제시되어야 하며, 어떤 방법으로 결정이 이루어져야 하는가?:323–24
1865년, 의회는 제22차 합동 규칙 채택으로 "선거 투표에 대한 전적인 권한"을 주장했다.:328 남북 전쟁 이후 공화당이 다수를 차지했던 이 규칙은 간단하게 어떤 주의 선거인단 투표에 대해 의문이 제기되면, 해당 주의 투표가 집계되기 전에 하원과 상원의 긍정적인 동의가 필요하다고 명시했다.:328

### 법안 제정
이 법은 극심한 논란을 빚었던 1876년 미국 대통령 선거와 헤이스-틸던 위기 직후에 제안되었는데, 주로 분열된 의회에서 선거 분쟁을 해결하기 위한 것이었다. 이 법이 제정되기 전에는 해당 주의 참정권 박탈이나 상원 의장인 부통령의 일방적인 결정으로 이어질 수 있었다.:20–1
공화당 상원은 이 법이 제정되기 전에 1878년, 1882년, 1884년, 1886년에 네 가지 버전을 통과시켰다. 초기 버전들은 주로 민주당이 통제하는 하원에서 모두 부결되었는데, 민주당은 주의 권리에 대한 더 큰 민감성을 가지고 있었다. 주의 권리는 이 법안에 대한 논의의 핵심 쟁점이었으며, 선거인단 투표의 유효성을 결정하고 주에 대한 규칙을 설정하는 의회의 권한에 대한 상당한 논쟁이 있었다.:635:21
이 법안의 초안 작성에는 많은 조항에 대한 열정적인 논쟁이 포함되었다. 주요 논쟁 쟁점은 "선거인단 투표 개표에 관한 연방 및 주 권한 간의 상대적 권력 균형"과 "의회 감독의 양원 간 및 연방 사법부 내 분배"였다.:17
1886년, 민주당 하원은 이전에 상원이 통과시킨 법안과 유사한 버전을 통과시켰고, 이 법안은 1887년 2월 4일 공화당 상원과 민주당 하원에 의해 민주당 입장에 대한 약간의 양보와 함께 "상대적으로 당파적 압력이 없는 분위기에서 타협안"으로 제정되었다.:328 이 법에 따라 의회는 "투표의 유효성을 완전히 확인할 권한을 주장했지만, 그 역할은 주가 자체 분쟁을 해결하지 못했거나 주 권한을 넘어선 문제에 국한되었다." 이 법은 여러 버전을 거쳐 상원에서 조지 프리스비 호어에 의해 주도되었다.:21:335

## 논쟁에 대한 주 결정
제2조(현재 3 U.S.C. § 5)는 주가 선거일 이전에 법을 제정하여 "사법적 또는 기타 방법이나 절차"를 통해 그러한 분쟁에 대한 "최종 결정"을 제공하고, 그러한 "결정"이 "선거인단 회의 예정 시점 최소 6일 전"에 이루어진 경우 각 주에 선거인단 임명 관련 분쟁을 해결할 기회를 제공한다. 이러한 결정은 "최종적이며, 해당 주에 의해 임명된 선거인단의 확인에 관한 한 선거인단 투표 개표에서 적용되어야 한다."
부시 대 고어 사건 판결에서 미국 연방 대법원은 "선거인단 임명 방식을 선택하는 주 입법부의 권한은 전적인 것이다; 원한다면 주 입법부가 직접 선거인단을 선택할 수 있으며, 이는 실제로 우리 헌법 제정 이후 여러 주에서 수년 동안 주 입법부가 사용했던 방식이다. ... 물론 주는 제2조의 특별한 맥락에서 선거권을 부여한 후 선거인단을 임명할 권한을 되찾을 수 있다"고 명시했다.:104

### 안전 피난처
제2조는 주가 최종 결정을 그 날짜까지 내려야만 의회에서 선거인단 투표가 최종적으로 계산된다고 요구하지 않는다. 오히려 대법원은 이 조항이 "선거인단 투표에 대한 의회의 고려에 관한 한 '안전 피난처'를 생성한다. 만약 주 입법부가 선거일 이전에 제정된 법에 의해 논쟁이나 논란에 대한 최종 결정을 제공했다면, 그 결정은 선거인단 회의 예정 시점 최소 6일 전에 이루어졌을 경우 최종적인 것으로 간주된다"고 명시했다.:77–78 또한, 이 조항이 "선거 이전에 효력을 발휘하는 주 법률에 따라 이루어진 경우 주의 결정의 최종성을 보장하는 연방 법률 원칙을 포함하고 있으므로, '안전 피난처'를 활용하려는 [주] 입법부의 의지는 의회가 법률 변경으로 간주할 수 있는 [주 법률] 해석에 반대하는 조언을 제공할 것이다.":78

#### 2000년 선거
2000년 플로리다 미국 대통령 선거 재개표 당시 미국 연방 대법원은 부시 대 팜비치 카운티 집계 위원회에서 이 조항과 "안전 피난처"의 의미를 고려해 달라고 요청하며 플로리다 대법원으로 선거 소송을 환송했다. 이후 부시 대 고어 사건에서 미국 연방 대법원은 주 법원이 "주 입법부가 3 U.S.C. § 5에 명시된 대로 주의 선거인단이 '연방 선거 과정에 완전히 참여'하도록 의도했다"고 말했다고 언급했다.:110 마감일(안전 피난처)이 도래함에 따라, 법원은 플로리다가 마감일을 충족시키고 (다수 의견에 의해 식별된) 적법 절차 기준을 준수하는 재개표 절차를 마련하지 않았기 때문에, 주 법원이 명령한 재개표는 중단될 것이라고 판결했다.:110:3 이는 앨 고어가 더 이상 소송을 추구하지 않기로 결정하면서 선거 소송을 사실상 종결시켰다.

#### 2020년 선거
2020년 12월 3일, 새뮤얼 알리토 대법관은 마이크 켈리 하원의원이 대법원에 제기한 소송에서 펜실베이니아주 관리들이 주의 우편 투표 결과 또는 펜실베이니아주 전체 선거를 무효화하라는 요청에 대해 12월 8일(2020년 안전 피난처 마감일)까지 답변하도록 기한을 정했다. 12월 8일, 대법원은 금지명령 신청을 기각했다.
2020년 12월 7일, 텍사스주 법무장관 켄 팩스턴은 대법원에 텍사스 대 펜실베이니아 사건 소송을 제기하여, 조지아, 미시간, 펜실베이니아, 위스콘신주가 선거를 앞두고 선거 절차를 변경하여 다양한 연방 및 주 법률을 위반했다고 주장했다. 수많은 당사자와 주들이 텍사스주를 지지하거나 반대하는 의견을 제출했다. 20개 주, 2개 준주, 컬럼비아 특별구의 법무장관 및 기타 여러 당사자(주와 컬럼비아 특별구만이 투표 선거인단을 가짐)가 텍사스 소송 기각 반대 신청을 제출했다. 18개 주의 법무장관, 피고 주 의회의 의원 및 기타 여러 당사자들이 텍사스주를 지지하는 의견을 제출했으며, 그 중 6개 주는 소송에 참여 신청을 했다. 오하이오주와 애리조나주의 법무장관은 미국 연방 대법원이 이 문제에 대해 판결할 의무가 있음을 지적하면서도 더 이상의 의견은 표명하지 않는 중립적인 동의를 제출했다. 피고 주 법무장관들은 자신들의 주장이 틀렸으며 유권자의 참정권을 박탈할 것이라고 주장한 반면, 원고들은 선거의 부적절한 처리가 합법적인 투표를 사기성 투표로 희석시켰다고 주장했다. 미국 연방 대법원은 2020년 12월 11일 이 문제에 대한 관할권을 확인했지만, "원고적격 부족"으로 인해 고소장 제출 신청을 기각했다.
2020년 12월 27일, 텍사스주 하원의원 루이 고머트는 미국 지방법원에 소송을 제기하여 펜스 부통령에게 의회가 어떤 선거인단 명부를 수락할지 전적인 권한을 부여하도록 요청했다. 내셔널 리뷰에 따르면, 이 법안이 제정될 당시에도 일부 의원들은 이 법이 미래의 의회를 구속할 수 있는지에 대해 의문을 품었다고 한다. 지방법원은 2021년 1월 1일 원고적격 부족으로 소송을 기각했다. 이 기각은 다음날 항소 법원 패널에 의해 유지되었다.

## 확인 절차
1876년 선거 당시 의회는 몇몇 남부 주에서 여러 선거인단 명부로부터 선거인단 투표를 받았다. 수정 헌법 제12조는 선거인단이 어떻게 만나서 투표해야 하는지를 설명했지만, 같은 주에서 여러 개의 경쟁하는 선거인단 투표 명부가 제출되는 상황은 예측하지 못했다. 미래 선거에서 이러한 문제를 피하기 위해 선거 개표법 제3조는 주지사의 역할을 포함하여 주정부의 유효한 선거인단을 의회가 결정하는 데 도움이 되는 "확인" 절차를 만들었다.

### 확인 증명서

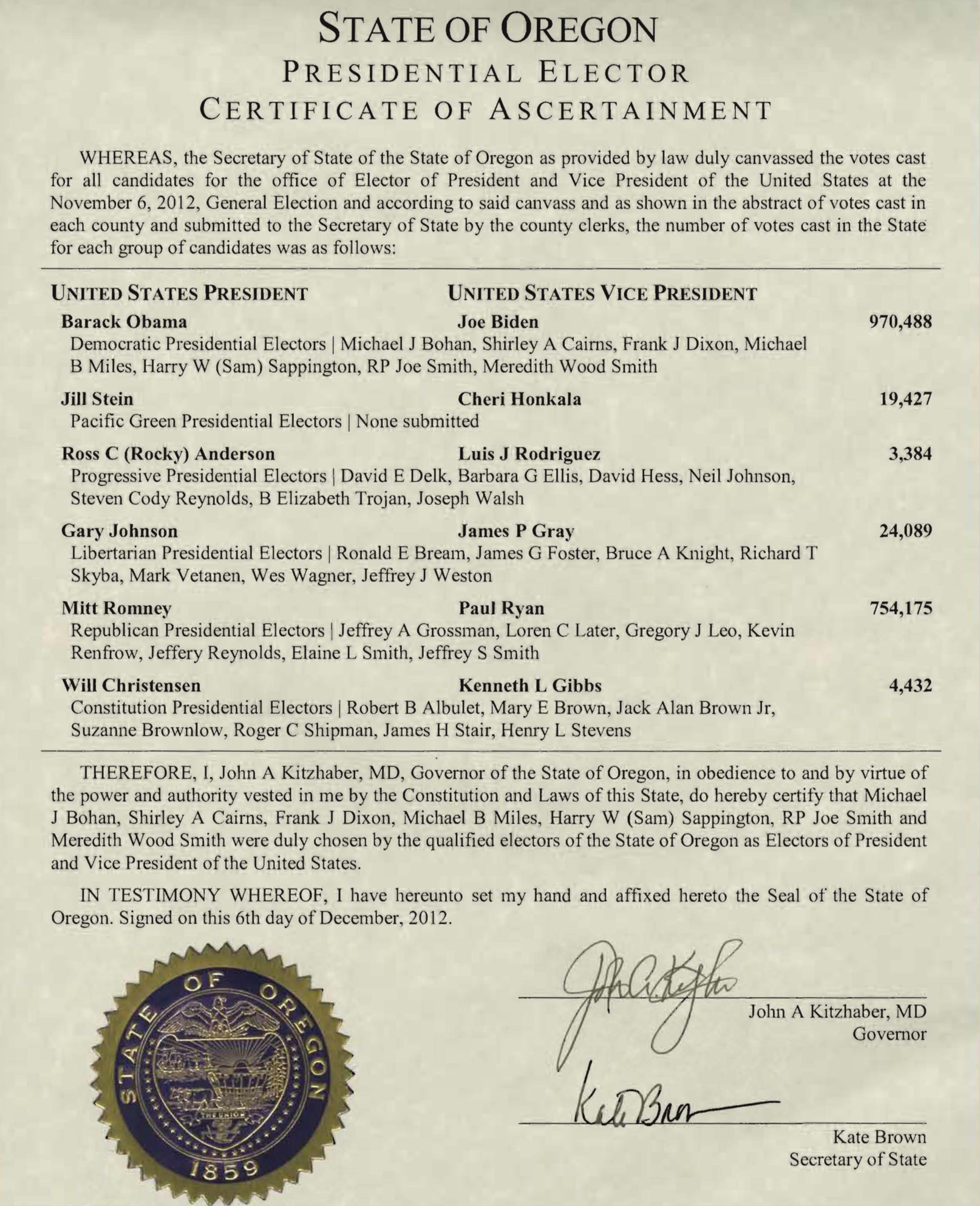
2012년 오리건주 확인 증명서

제3조(현재 3 U.S.C. § 6)는 각 주의 주지사에게 "확인 증명서" 원본 7부를 준비하도록 요구하며, 각 증명서는 주 인장 아래에 주가 임명한 선거인단과 그들이 받은 득표수, 그리고 다른 모든 선거인단 후보의 이름과 그들이 받은 득표수를 명시해야 한다. 임명되는 선거인단은 "그러한 확인을 제공하는 해당 주의 법률에 따라" 결정된다. 대통령 후보와 부통령 후보의 이름은 증명서에 나타날 필요가 없으며, 득표수도 마찬가지다. 증명서는 선거인단 명부의 이름만 명시하면 된다. 각 주는 증명서의 외형과 레이아웃을 자유롭게 선택할 수 있다. 연방 관보실은 각 증명서가 법적으로 요구되는 모든 정보를 포함하도록 보장하지만, 실질적인 법적 문제는 의회와 법원에서 결정해야 한다.
증명서는 "해당 주의 법률에 따라 선거인단 임명이 최종적으로 확인된 후 가능한 한 빨리 발행되어야 한다." 증명서는 선거일 이후 가능한 한 빨리 준비되어야 하며, 선거인단이 만나서 투표해야 하는 날짜에 또는 그 이전에 선거인단에게 사본이 전달되어야 한다. 완성된 증명서의 처리 세부 사항은 선거마다 다르지만, 일반적으로 증명서 세트는 등록 우편으로 미국 기록보관소장을 포함한 다양한 주 및 연방 관리들에게 보내져야 한다. 기록보관소장은 선거인단이 회의하기 전에 하원과 상원에 세트들을 전달해야 한다.

### 최종 결정 증명서
선거에 논란이 있었다면, 3 U.S.C. § 6은 또한 "주에서 법에 의해 제공된 방식으로 논쟁이나 논란에 대한 최종 결정이 있었다면," 주지사는 "그러한 결정이 이루어진 형식과 방식으로 주의 인장 아래에서 가능한 한 빨리 그러한 결정의 증명서를 전달해야 한다"고 명시한다.
특히, 3 U.S.C. § 6의 관련 조항은 1887년 법 제3조의 원문 조항과 다음과 같이 실질적으로 다르다.
- 이전 버전: "만약 이 법 제2조에 명시된 바와 같이 주에서 논란이나 논쟁에 대한 최종 결정이 있었다면, 주지사는 (그러한 결정의 증명서 등을 전달할) 의무가 있다."[1]
- 새 버전: "만약 주에서 해당 주의 모든 또는 일부 선거인단 임명에 관한 논란이나 논쟁에 대해 법에 의해 제공된 방식으로 최종 결정이 있었다면, 주지사는 (등등) 의무가 있다."

원래 버전에 따르면, 이 조항은 최종 결정이 제2조 "안전 피난처"를 만족하는 상황에만 적용되는 것으로 보인다. 현재 버전은 안전 피난처가 적용되는지 여부와 상관없이 증명서를 보내야 한다. 이 차이는 제4조(현재 3 U.S.C. § 15)가 "3 U.S.C. § 6에 따라 합법적으로 인증된" 선거인의 임명에 대한 선거인단 투표를 의회가 거부하는 것을 금지하기 때문에 관련성이 있을 수 있다. (아래 실질적 개표 규칙 참조.)
이 절차는 2000년 선거 이후 플로리다주가 주지사와 주무장관이 서명한 "대통령 선거인단 임명 관련 논쟁 최종 결정 증명서"를 제출하면서 사용되었다. 당시 연방 관보실 변호사가 설명한 바와 같이:
12월 12일, 대법원은 부시 주지사에게 유리한 판결을 발표했다... 다른 변호사들은 부시 대 고어 사건 판결의 완전한 의미에 대해 논쟁했지만, 연방 관보실은 플로리다 선거인단에 대한 분쟁을 공식적으로 종결시킬 절차적 경로를 탐색했다. 연방 법률은 부분적인 투표 재개표 후 선거인단의 "재확인"을 설명하지 않았기 때문에, 우리는 법원의 의견에 맞는 새로운 형태의 문서를 고안해야 했다. 플로리다 주무장관이 이 독특한 최종 결정을 우리에게 제출했고, 우리의 절차적 관점에서 플로리다 선거 분쟁은 종결되었다.

### 투표 증명서

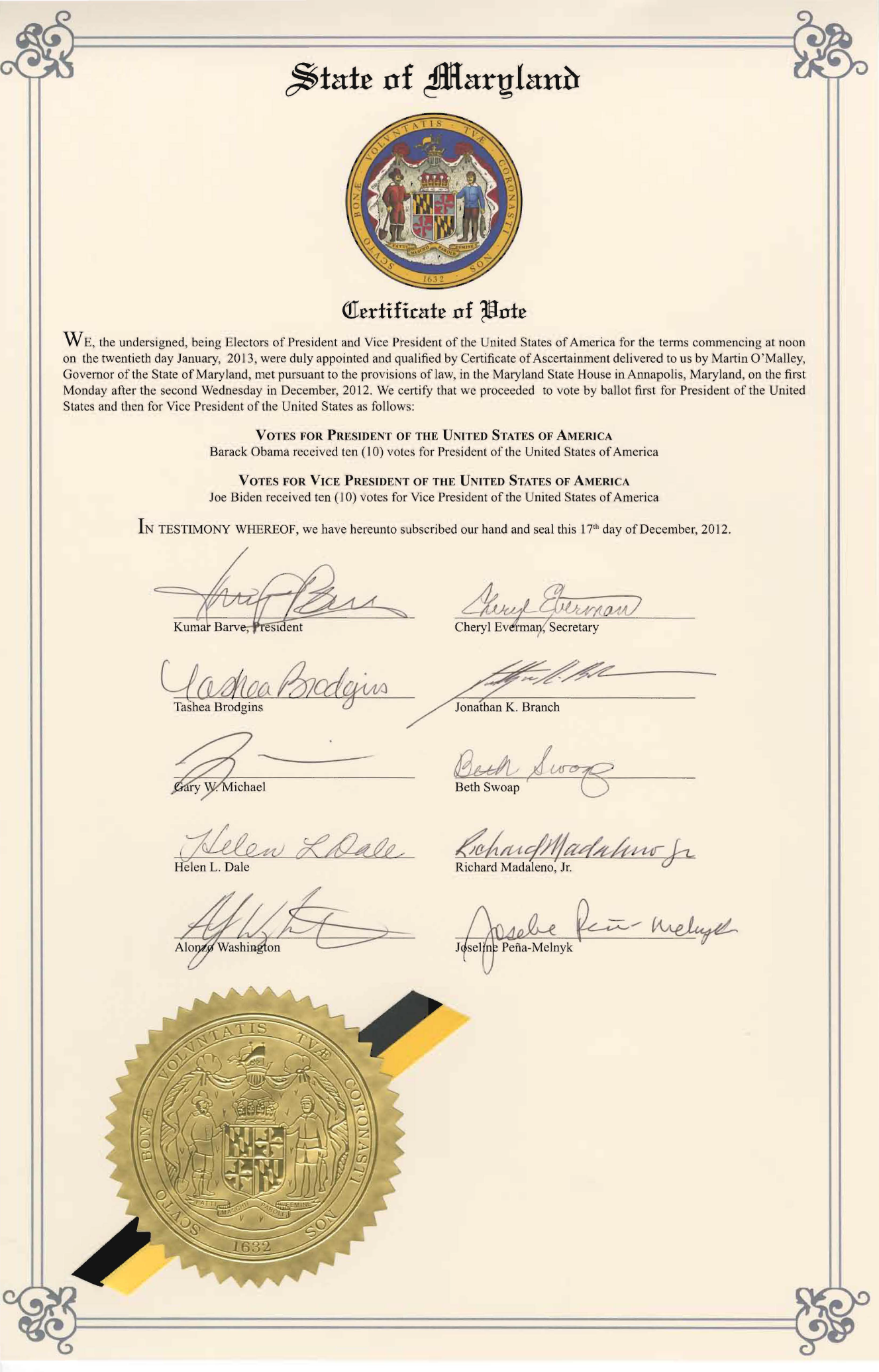
메릴랜드 선거인단 대표단이 발행한 2012년 투표 증명서

선거인단은 12월 둘째 수요일 이후 첫 월요일에 모여 투표한다. 위에서 언급했듯이, 수정 헌법 제12조는 선거인단이 투표를 서명, 인증, 봉인 및 상원 의장에게 전달하도록만 요구한다. 그러나 제3조의 한 조항은 주지사가 선거인단에게 확인 증명서를 전달하도록 요구했으며, 이 증명서는 선거인단이 투표와 함께 "동봉하여 전달"해야 한다. 이제 선거인단은 투표 증명서 6부를 작성하고 서명해야 하며, 각 증명서에는 "주지사의 지시에 따라 제공된" 선거인 명부 중 하나를 첨부해야 한다. 이 증명서들은 확인 증명서와 함께 상원 의장, 기록 보관소장, 주의 주무장관, 그리고 가장 가까운 미국 연방지방법원의 수석 판사에게 보내진다. 기록 보관소장과 주무장관에게 보내진 두 쌍 중 하나는 대중 검토용으로 지정되고, 나머지는 (그리고 수석 판사의 사본) "미국 상원 의장의 명령에 따라 보관된다." 기록 보관소장은 12월 넷째 수요일까지 증명서를 받아야 하며, 그렇지 않은 경우 "특별 조치를 통해 중복 원본을 회수"할 수 있다.

### 기록보관소장의 역할
제3조는 원래 국무장관에게 증명서 송부를 요구했다. 현재 법(현재 3 U.S.C. § 6)은 관련 의무를 미국 기록보관소장에게 부여한다. 이 법은 기록보관소장에게 증명서를 1년 동안 보관하고, "그의 사무실 공공 기록의 일부로" 만들고, "공개 검토를 위해 개방"하도록 요구한다. 새 의회 첫 회의에서 기록보관소장은 양원에 "수령한 모든 증명서의 전체 사본"을 전달해야 한다. 현대 관행에서는 이러한 작업과 선거인단과 관련된 다른 행정 업무는 미국 국립문서기록관리청 내 연방 관보실(OFR)에서 처리한다.
현재 연방 관보실(OFR)은 매년 가을 주지사에게 정보 팩을 우편으로 보낸다. 선거 후 OFR 변호사들은 접수된 증명서의 "표면적인 법적 적합성"을 신중하게 검토한다. 수정 가능한 오류가 발견되면, 의회가 합동 회의를 소집하여 투표를 개표하기 전에 이를 수정하려고 노력한다. 이 과정은 법률에 명시되어 있지 않지만, "법의 논리"에 따라 연방 관보실이 "하원 및 상원 관리들에게 불규칙성을 알리고, 최종 투표 개표를 위해 주 및 연방 조치를 조율"하는 역할을 맡는다.

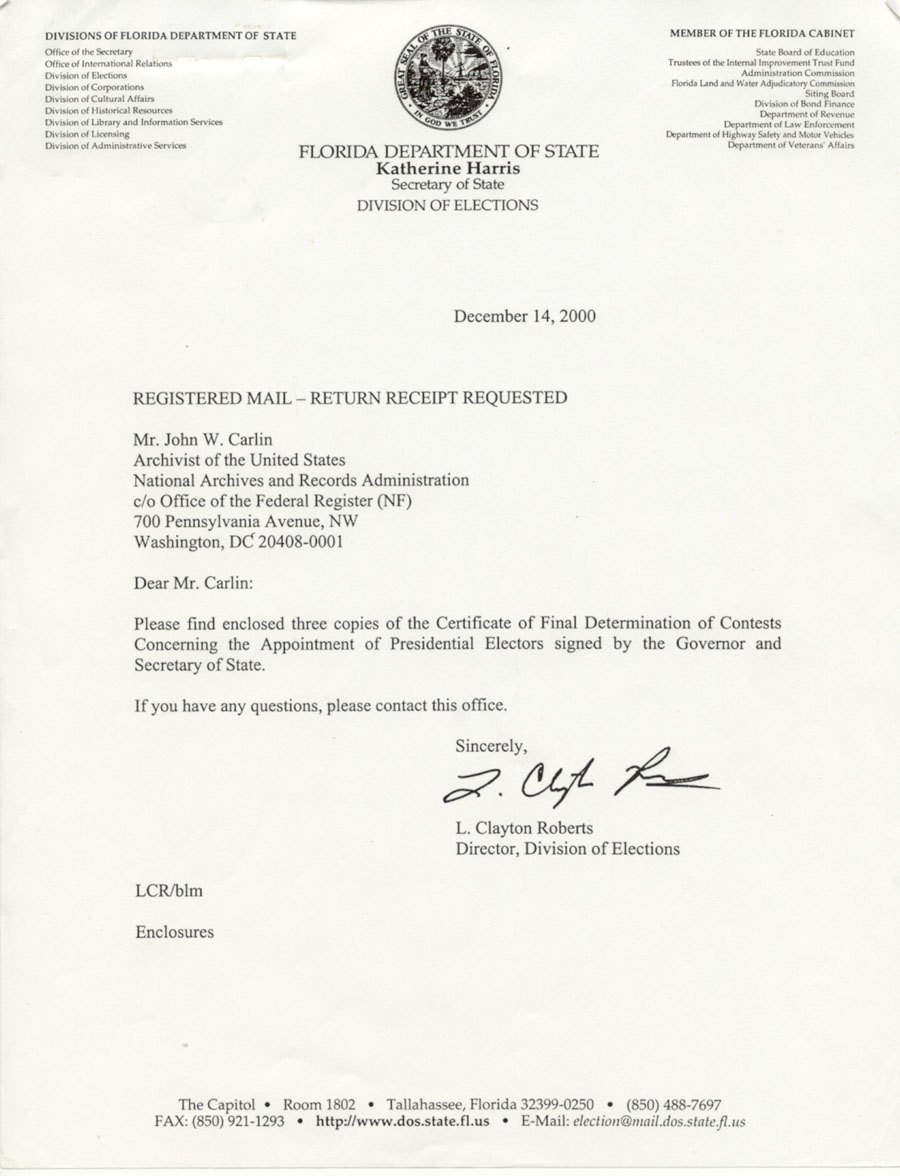
플로리다주 선거관리국장이 2000년 12월 14일 해당 주의 선거인 최종 확인 증명서를 존 칼린 기록보관소장에게 전달했다.

"잘못될 수 있는 일들이 너무 많다." OFR 변호사들은 때때로 자신의 의무를 알게 되어 놀란 "당황한 관료들"을 추적해야 하는데, 일부 주 관리들은 심지어 자신의 주가 선거인단을 "폐지"했다고 주장하기도 한다. 일부 경우, 의회 의원을 포함한 연방 관리들이 선거인으로 선택되었는데, 이는 "상원의원이나 하원의원, 또는 미국 하에서 신탁이나 이익을 얻는 직책을 가진 사람은 선거인으로 임명될 수 없다"고 명시된 제2조를 위반한 것이다. OFR은 다양한 곳에서 증명서를 회수하고, 크리스마스 이브에 "우편 가방을 뒤지고", 투표 증명서에 서명하는 것을 잊은 선거인단을 찾기 위해 주 경찰에 도움을 요청하는 등, 의회가 투표를 개표하기 전에 문제를 해결하기 위해 노력했다.
2000년 선거 이후, 플로리다 주의회는 OFR에 연락하여 주무장관이 인증한 선거인단 확인을 취소하고 헌법 제2조에 따라 주 의회가 직접 임명할 새로운 선거인단으로 대체하는 기술적 절차를 문의했다. OFR은 그러한 "재실행"에 대한 선례는 없지만, "헌법과 연방 법률을 따를 방법을 찾을 것"이라고 조언했다. 부시 대 고어 사건 대법원 판결로 이 문제는 무의미해졌다.

## 개표 절차
선거인단 개표법 제4조(현재 3 U.S.C. § 15)는 특정 상황에 대한 상세한 절차와 개표 규칙을 제공한다. 이는 "상원 의장은 상원과 하원 앞에서 모든 증명서를 개봉하고 투표는 그때부터 계산된다"고만 명시된 수정 헌법 제12조를 크게 확장한다.
이 선거 개표법의 핵심 조항은 상당한 비판을 받아왔다. 이는 "길이가 814단어에 달하는 거대한 조항":{{{1}}}으로 해석하기 어렵고, "[그] 주요 실체 규칙 중 상당수는 275단어 길이의 단일 문장으로 명시되어 있다.":{{{1}}}

### 합동 회의 절차

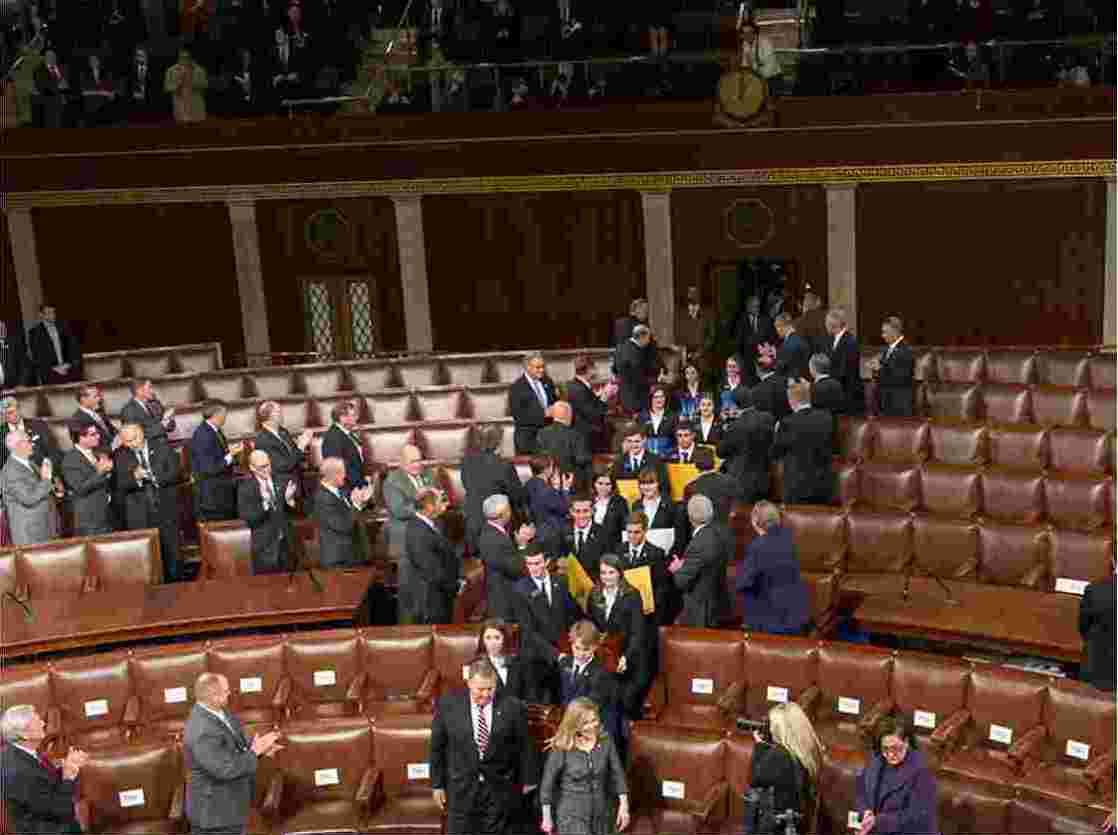
2017년 의회 합동 회의에서 선거인단 투표가 개표되고 있다.

제4조(현재 3 U.S.C. § 15)에 따르면, 의회는 선거 다음 해 1월 6일에 투표를 개표하기 위해 회의를 열어야 한다. 이 날짜는 법으로 변경될 수 있다. 수정 헌법 제20조에 따라 합동 회의는 임기가 1월 3일에 시작하는 새 의회에 의해 진행되며, 퇴임하는 레임덕 의회가 아니다. 상원과 하원은 1월 6일 "오후 1시"에 하원 회의실에서 만나야 하며, 상원 의장—현직 미국의 부통령—이 의장이다. 제7조(현재 3 U.S.C. § 16)는 하원 회의실의 좌석 배치를 명시한다.
두 명의 개표 위원은 상원에서 "사전에 임명"되어야 하며, 두 명의 개표 위원은 하원에서 임명되어야 한다. 상원 의장은 선거인단 투표의 "모든 증명서"와 "증명서로 추정되는 서류"를 개봉해야 하며, 개봉되는 대로 네 명의 개표 위원에게 전달해야 한다. 증명서와 서류는 "알파벳 순서로 주부터 시작하여 개봉, 제시 및 처리"되어야 한다. 개표 위원들은 "양원 앞에서 [서류]를 읽은 후" "증명서에 나타나는 대로 투표 목록을 작성"해야 한다.
어떤 주로부터의 결과에 이의가 제기되는 경우(아래 실질적 개표 규칙 참조), 이의가 해결된 후에야 다음 주로 넘어갈 수 있다: "어떤 주로부터의 투표 또는 서류에 대해 이전에 제기된 이의가 최종적으로 처리될 때까지 다른 주로부터의 투표 또는 서류는 처리되지 않는다." 이의가 고려되고 투표되려면, 서면으로 작성되어야 하며 최소한 한 명의 하원 의원과 한 명의 상원 의원의 서명이 있어야 한다. 이는 단 네 번만 발생했다. 첫 번째는 1969년에 노스캐롤라이나의 신의 없는 선거인에 대한 이의였다. 두 번째는 2005년 1월 6일, 오하이오주의 선거인단 투표에 대한 공식적인 이의 제기였다. 2021년 미국 선거인단 투표 개표에서는 두 건의 이의 제기가 있었다. 2021년 1월 6일, 폴 고사 하원의원과 테드 크루즈 상원의원이 애리조나주의 선거인단 투표에 이의를 제기했고, 1월 7일에는 스콧 페리 하원의원과 조슈아 홀리 상원의원이 펜실베이니아주의 선거인단 투표에 이의를 제기했다. 2022년에는 각 의원실 의원의 5분의 1의 서명을 요구하도록 요건이 상향되었다.

### 토론 규칙
선거인단 개표법의 절차 조항 구조는 일반적으로 개표 과정에서 발생하는 모든 질문을 하원 본회의에서 양원이 함께 결정하는 것이 아니라 양원이 별도로 결정하도록 요구한다. 제5조(현재 3 U.S.C. § 18)는 "상원 의장은 질서를 유지할 권한을 가지며, 사회자는 어느 한 의원에 대한 철회 동의를 제외하고는 어떠한 토론도 허용하지 않고 어떠한 질문도 제기하지 않는다"고 명시한다. 제6조(현재 3 U.S.C. § 17)는 양원이 "이의 또는 그 외 문제에 대해 결정하기 위해" 분리될 때마다 각 상원의원과 하원의원은 해당 이의 또는 문제에 대해 5분 동안 한 번만 발언할 수 있다고 명시한다. 토론이 두 시간 동안 지속된 후, 각 의회의 의장은 "더 이상의 토론 없이 주요 질문을 제기"해야 한다. 양원이 모두 투표한 후, "즉시 다시 회의를 열고, 사회자는 제출된 질문에 대한 결정을 발표해야 한다."
제7조(현재 3 U.S.C. § 16)는 "선거인단 투표 개표가 완료되고 결과가 선언될 때까지" 합동 회의는 해산될 수 없다고 명시한다. "그러한 투표를 개표하는 것과 관련하여, 또는 [제3편 제1장]에 따라 다른 문제가 발생하지 않는 한" 휴회할 수 없으며, 이 경우 어느 한 의회는 별도로 다음날 오전 10시까지 (일요일 제외) 자체적으로 휴회할 수 있다. 그러나 합동 회의가 시작된 후 다섯 번째 역일까지 선거인단 투표 개표 및 결과 선언이 완료되지 않은 경우, "어느 한 의회도 더 이상 또는 다른 휴회를 할 수 없다."

### 부통령의 역할

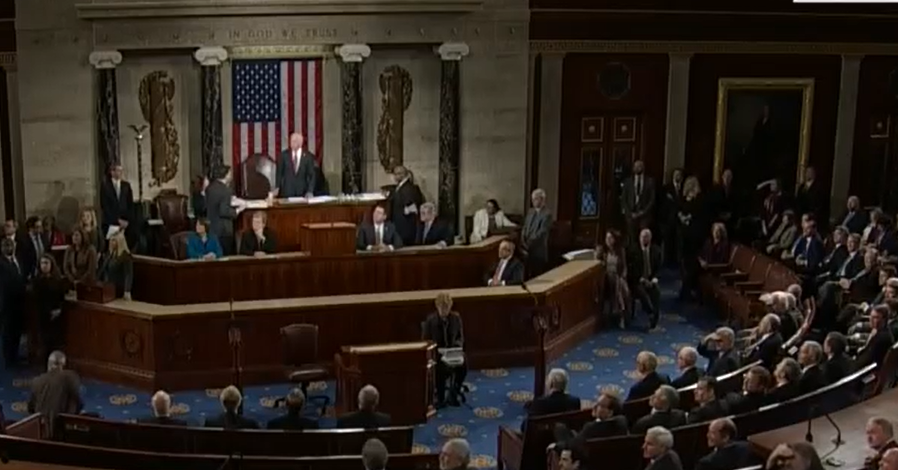
2017년 선거인단 투표 개표를 주재하는 조 바이든

헌법은 선거인단 투표가 상원 의장—현직 미국의 부통령—에게 보내져야 하며, 상원 의장은 양원 앞에서 "모든 증명서를 개봉해야 한다"고 지시한다. 그러나 현직 부통령은 때때로 선거에서 대통령 후보이거나, 부통령 재선 후보인 경우가 많으며, 거의 항상 결과에 깊은 관심을 가진 당파적 인물이다. 이를 인식하여, 선거 개표법의 절차 조항의 주요 목적 중 하나는 "의회가 투표를 개표하는 합동 회의를 주재하도록 [법이] 임명한 상원 의장의 권한을 최대한 박탈하는 것"이다.:{{{1}}}
서류의 보관인으로서 상원 의장은 헌법에 따라 "모든 증명서"를 개봉해야 하며, 이 법은 이를 "모든 증명서와 증명서로 추정되는 서류"라고 더 자세히 설명한다. 그렇게 함으로써, 이 법의 목표는 "상원 의장의 게이트키퍼로서의 재량권을 절대적인 최소한으로 줄이는 것..."이었다.:{{{1}}} 실제로 1889년의 한 사례에서는 "실용적인 농담"으로 보내진 서류가 합동 회의에 제출되기도 했다.:{{{1}}} 상원 의장이 특정 서류를 제출해야 하는지 또는 제출하지 않아야 하는지는 열린 질문이지만, 한 평론가는 양원의 동시 조치가 이 문제를 해결할 것이고, 양원 간의 불일치는 상원 의장의 결정이 유지될 것이라고 주장한다.:{{{1}}}
선거 개표법의 토론 및 절차 규정은 합동 회의 동안 의장으로서 상원 의장이 따라야 하는 것으로, 비정상적으로 구체적이다(위 참조). 한 초기 평론가는 이 규정을 "포괄적"이며 "인간의 지혜가 추측할 수 있는 한" 좋다고 묘사했다.:652:{{{1}}} 이러한 규정은 "의장의 권한을 최대한 빼앗아 양원에 부여하도록 설계된 것 같다.":{{{1}}} 2000년 선거 이후, 앨 고어 부통령은 실질적인 이의 제기에 대한 법의 공식 요건—즉, 서면으로 제출되고 하원의원과 상원의원 모두의 서명을 받아야 함—을 절차적인 질문에도 확대 적용함으로써 여러 절차적 동의를 무효화했다.(pp.  648–649 ) 이는 절차적 동의와 항소가 그러한 방식으로 이루어진다면 허용될 것이며, 양원이 이를 고려하기 위해 분리되어야 함을 시사한다.:{{{1}}}

## 실질적 개표 규칙
제4조(현재 3 U.S.C. § 15)의 구조는 실질적인 개표 규칙을 주로 두 문장으로 나눈다. 첫 번째 문장은 이의 제기 규칙을 설명하고, "단 하나의 회보(returns)만 접수된" 경우 의회가 투표를 거부하는 데 대한 제한을 포함한다. 두 번째 문장은 매우 길며, "두 개 이상의 회보 또는 회보로 추정되는 서류"가 접수된 상황과 관련이 있다.

### 단일 회보
제4조(현재 3 U.S.C. § 15)에 따라, "어떤 증명서 또는 서류"가 낭독되면 상원 의장은 "이의가 있다면 이의를 요청"해야 한다. 모든 이의는 서면으로 작성되어야 하며, "명확하고 간결하게, 논증 없이" 이의 사유를 명시해야 한다. 이의가 접수되려면 최소한 한 명의 상원의원과 한 명의 하원의원 서명을 받아야 한다. 어떤 주로부터의 투표 또는 서류에 대한 모든 이의가 접수되고 낭독되면, 상원은 철수하고 양원은 이의를 별도로 심의한다.
그러나 그러한 이의를 심의할 때, 제4조는 — "주로부터 단 하나의 회보만 접수된" 경우를 가정하여 — 확인 절차(위 참조)에 따라 "합법적으로 인증된" 선거인의 선거인단 투표는 거부될 수 없다고 요구한다. 양원은 개별 선거인 또는 선거인단에 의해 그러한 투표가 "정상적으로 부여되지 않은" 것으로 양원이 동의하는 경우에만 투표를 거부할 수 있다. 법에 따라 의회는 양원이 동의하는 경우에도 주의 선거인단을 거부할 수 있지만, 이는 선거인단의 임명이 확인 절차에 따라 주지사에 의해 "합법적으로 인증되지 않았거나" 투표 자체가 선거인단에 의해 "정상적으로 부여되지 않았다"고 판단하는 경우에만 가능하다.:{{{1}}}
"정상적으로 부여된"이라는 문구는 일반적으로 선거인의 적절한 임명 여부보다는 선거인의 실제 투표와 관련된 문제로 이해된다.:{{{1}}} 예를 들어, 선거인이 뇌물이나 부패로 인해 특정 투표를 한 경우,:{{{1}}} 또는 실수나 사기로 인한 경우:338를 포함할 수 있다. 또한 선거인이 해당 헌법 및 법정 요구 사항에 따라 투표하지 않은 경우도 포함될 수 있다.:{{{1}}}:338
특히, 제4조의 이 부분은 제2조(3 U.S.C. § 5)에 따른 안전 피난처가 적용되는지 여부와 상관없이 단일 회보가 접수되는 모든 경우에 적용된다. 안전 피난처 결정은 "최종적"이어야 하므로, 제4조가 여전히 의회가 주의 투표를 거부할 수 있도록 허용한다는 점에서 조항들 사이에 약간의 긴장이 있다. 한 평론가는 이 충돌이 "실제보다 명백하다"고 주장하며, 제4조는 "선거인의 확인 후 행동"과 "선거인으로서의 지위 또는 그들이 투표한 투표의 헌법적 결함"과 관련된 경우에만 안전 피난처 선거인단 투표의 거부를 허용한다고 주장한다.:{{{1}}}

#### 역사
이 법 조항은 19세기에 주의 선거인단 임명에 대한 논란을 검토하는 의회의 적절한 역할에 관한 중요한 질문을 해결하기 위해 고안되었다. 이는 주의 결정을 존중하는 것과 주 선거인단 투표를 거부할 수 있는 의회의 무제한적인 능력 사이의 균형을 반영하는 것으로 묘사되었으며, 이는 재건 시대에 중요한 논의 주제였다.(pp.  614615 )

##### 1968년
첫 번째 이의 제기는 1969년에 리처드 닉슨 대신 조지 월리스에게 투표한 노스캐롤라이나의 신의 없는 선거인에 대한 응답으로 발생했다. 제임스 오하라 하원의원과 에드먼드 머스키 상원의원이 이의를 제기했으며, 이는 하원에서 170 대 228, 상원에서 33 대 58로 각 의회에서 부결되었다.

##### 2004년
2004년 미국 대통령 선거 이후, 캘리포니아의 바버라 복서 상원의원은 하원의원 스테파니 텁스 존스와 함께 오하이오주의 선거인단 투표 인증에 대한 의회 이의를 제기했다. 이는 논란이 된 부정행위를 포함하여 임시 투표용지 무효화, 투표 기계의 부적절한 할당, 그리고 빈곤 및 주로 아프리카계 미국인 거주 지역에서의 비정상적으로 긴 대기 시간 때문이었다. 상원은 이의를 1 대 74로 부결시켰고, 하원은 31 대 267로 부결시켰다.

##### 2020년
의회 인증을 앞두고 2020년 미국 대통령 선거 번복 시도에 따라 폴 고사 하원의원과 테드 크루즈 상원의원은 애리조나주 선거인단 투표 인증에 이의를 제기했다. 양원은 철수하여 이의를 논의했지만, 친트럼프 시위대의 국회의사당 습격 중 대피해야 했다. 시위대가 해산되고 국회의사당이 확보된 후, 이 문제가 다시 논의되었고 상원은 6 대 93으로, 하원은 121 대 303으로 이의를 기각했다. 스콧 페리 하원의원과 조슈아 홀리 상원의원은 나중에 펜실베이니아주의 선거인단 투표에 이의를 제기했으며, 그 결과 상원에서는 7 대 92로, 하원에서는 138 대 282로 이의가 기각되었다.

### 다중 회보
한 주에서 여러 회보가 제출된 경우, 제4조(3 U.S.C. § 15)는 "올바른 회보를 찾기 위한 개방형 탐색에서 의회를 멀어지게 하고, 주정부의 최종 결정 권한을 식별하고 해당 기관이 3 U.S.C. § 5의 조건에 따라 결정을 내렸는지 여부와 같은 간단한 문제로 유도"하고자 한다.:{{{1}}} 이는 "어떤 차이도 적절하게 발생할 수 있는 경우를 최소화"하고자 한다.:1020 275단어로 구성된 한 문장으로, 이 법은 세 가지 다른 시나리오를 상정하는 것으로 보인다:
만약 여러 회보가 있지만 그 중 하나만이 안전 피난처를 준수한다면, 안전 피난처 회보는 선거인단에 의해 투표가 "정상적으로 부여되었다"고 가정할 때 진정한 회보로 간주되어야 한다. 만약 한 주로부터 두 개 이상의 회보 또는 회보로 추정되는 서류가 상원 의장에게 접수된다면, 개표되는 투표는 제3조 제5항("안전 피난처")에 언급된 "결정"에 의해 임명된 선거인단(또는 그들의 유효하게 임명된 후계자)에 의해 "정상적으로 부여되었다"고 나타나는 투표에 한한다. 단, 결정이 이루어졌다고 가정한다.
만약 한 주에서 두 개 이상의 회보가 안전 피난처를 주장할 수 있다면, 양원이 그 중 하나를 주 법률에 의해 뒷받침되는 진정한 회보로 간주하는 데 동의하지 않는 한, 어느 것도 개표되지 않는다. "두 개 이상의 ... 주 당국이 어떤 선거인이 임명되었는지 결정하는 문제"가 발생하는 경우, 즉 3 U.S.C. § 5에 언급된 바와 같이, "정상적으로 부여된" 투표는 양원이 별도로 행동하여 "해당 주의 법률에 의해 승인된 해당 주의 결정"에 의해 뒷받침된다고 동의하는 선거인단의 투표에 한하여 개표된다. 이는 1876년 선거 당시 발생한 대립하는 주 정부 문제에 대한 의회의 대응으로 보인다.
만약 여러 회보가 있지만 어느 것도 안전 피난처를 주장할 수 없다면, 양원이 주 법률을 준수하고 선거인단에 의해 "정상적으로 부여되었다"고 동의하는 경우 하나의 회보를 개표할 수 있다. "위에서 언급한 주에서 해당 문제에 대한 결정이 없었다면," 양원이 동시에 "해당 주의 법률에 따라 임명된 합법적인 선거인단"에 의해 투표되었다고 결정한 투표만 개표되며, 양원이 별도로 행동하여 "그러한 투표가 해당 주의 합법적으로 임명된 선거인단의 합법적인 투표가 아니다"라고 동시에 결정하지 않는 한 그러하다. 이 조항만 놓고 보면, 양원이 한 회보가 주 법률을 준수한다고 동의하고, 양원이 투표 자체가 선거인단에 의해 "정상적으로 부여되지 않았다"고 더 이상 동의하지 않는 한, 하나의 회보를 진정한 회보로 개표할 수 있다는 의미가 된다.
그러나 이어서 중요한 문장이 나온다: "그러나 양원이 그러한 투표의 개표에 대해 의견이 일치하지 않는다면, ... 주정부 최고 책임자가 인장을 찍어 인증한 선거인단의 투표가 개표되어야 한다."

#### 주지사 결정권 범위
주지사의 "결정권" 문장과 그 앞의 275단어짜리 긴 문장 간의 상호 작용에 대해 평론가들은 의견이 달랐다. 결정권이 안전 피난처를 주장할 수 없는 여러 회보 중 세 번째 시나리오를 수정해야 한다는 점에는 광범위한 동의가 있다. 그러나 여러 회보가 안전 피난처를 주장하는 두 번째 시나리오에는 가능한 모호성이 존재한다:
하나의 개념적 가능성은 이 새로운 문장이 바로 앞 조항, 즉 여러 회보 중 어느 것도 안전 피난처 지위를 주장하지 않는 경우에 무엇을 할 것인가에 관한 조항에 적용된다는 것이다. 다른 개념적 가능성은 이 새로운 문장이 여러 회보를 포함하는 모든 이전 조항, 즉 안전 피난처 지위를 주장하는 경우와 주장하지 않는 경우 모두에 적용된다는 것이다.:356
1960년에 저술한 L. 킨빈 워스는 결정권이 세 번째 시나리오에만 적용되며, 주 당국에 의한 안전 피난처 결정이 없는 경우라고 명시했다. 따라서 안전 피난처를 주장하는 두 개의 회보가 접수되는 두 번째 시나리오에서는 "[양원이] 동의할 수 없다면 ... 해당 주로부터의 투표는 개표되지 않는다. 이 결과는 주지사의 조치와 상관없이 따른다.":343 2001년, 잭 마스켈이 작성한 미국 의회조사국 보고서는 "워스의 법규 해석을 수용했으며, 워스의 논문을 광범위하게 인용하고 발췌했다.":357 마스켈의 CRS 보고서는 또한 선거 개표법의 입법 역사를 기반으로 추가적인 주장을 덧붙였다.:357
예를 들어, 결정권을 수정안으로 제안한 조지 호어 상원의원은 안전 피난처 결정이 없는 세 번째 시나리오의 맥락에서만 이를 언급한다.:{{{1}}} 호어 상원의원은 "내가 제안한 수정안이 채택되면 이 법안에 따라 이중 주 정부의 단일 사례를 제외하고는 어떤 주의 투표도 거부할 수 있는 경우가 발생하지 않을 것"이라고 말하며,:1020 위 두 번째 시나리오를 언급하는 것으로 보인다. 호어 상원의원은 법안이 주에 이렇게 말한다고 했다: "이 문제를 결정할 자체 사법부를 당신의 방식으로 임명하십시오. 그렇게 하지 않으면, 우리는 당신이 당신의 주지사의 증명서가 이를 결정하기를 원한다고 가정할 것입니다.":1022
반면 스티븐 A. 시겔은 텍스트적으로 구두점을 기준으로 볼 때, 결정권 조항은 "마지막 세미콜론 이후의 조항뿐만 아니라 전체 이전 문장과 관련하여" 읽혀야 한다고 주장한다.:{{{1}}} 시겔은 결정권이 추가된 수정안의 주요 목적이 "여러 회보가 있을 때 의회 한 원이 주를 박탈할 수 있는 권한에 대해 우려하는 의원들에게 대응하는 것"이라고 보았다. 그는 입법 역사를 다르게 해석하며, 협의 보고서에 다음과 같이 명시되어 있다고 언급한다.
모든 [조정 수정안]과 보고된 법안의 일반적인 효과는 선거 투표와 관련하여 발생할 수 있는 모든 질문의 결정을 주 자체에 맡기고, 어떤 이유로든 그것이 실패할 경우 의회는 주를 박탈할 수 있는 권한을 어떤 상황에서도 최소한으로 제한하며, 그러한 결과는 주가 투표에 대한 모든 논란에 대한 최종적이고 결정적인 수단을 제공하지 못할 때만 발생할 수 있다.:{{{1}}}
시겔은 또한 양원이 안전 피난처를 주장하는 회보가 실제로 안전 피난처 요건을 충족했는지 여부에 대해 의견이 일치하지 않는 경우, 워스-마스켈의 해석은 다른 회보를 개표하는 것을 막을 것이라고 주장한다. 즉, "안전 피난처 지위를 주장하는 회보는 모든 것을 압도할 수는 없지만, 모든 것을 저지할 수 있다"고 시겔은 주장하며, 이는 의회가 의도했을 리 없다고 말한다.(pp.  668–669 )

#### 역사
이러한 조항들은 선거 개표법이 통과되기 전 1876년 미국 대통령 선거에서 발생한 다중 회보 문제에 대한 반응이었다. 플로리다, 루이지애나, 사우스캐롤라이나, 오리건주 등 네 개 주에서 두 세트의 회보가 워싱턴 D.C.로 전달되었다.
하와이는 1959년에 주가 되었다. 1960년 하와이 미국 대통령 선거에서 리처드 닉슨 부통령은 근소한 141표 차이로 일반 투표에서 승리한 것으로 이해되었다. 윌리엄 퀸 주지사는 공화당 선거인단을 인증했고, 그들은 하와이의 선거인단 3표를 닉슨에게 투표했다. 선거가 법원에서 이의 제기되자, 민주당 선거인단은 존 F. 케네디 대통령 당선인에게 선거인단 3표를 투표했지만, 이는 안전 피난처 마감일보다 늦게 투표되었다. 재개표 결과 케네디가 115표 차이로 승리한 것으로 선언되자, 민주당 투표에 대한 인증서가 발행되었다. 하와이에서 민주당과 공화당의 선거인단 투표가 모두 개표를 위해 제출되었을 때, 상원 의장 닉슨은 이전 법원 판결에 따라 민주당 투표를 "하와이주의 합법적인 선거인으로 간주해야 한다... 이 합동 회의에 이의가 없다면"이라고 제안했다. 그 후 케네디에 대한 투표는 의회에 의해 개표되었다.
2020년에 공화당에 의해 지명되었으나 일반 투표에서 패배한 일부 선거인단 그룹을 포함한 여러 공화당 단체들은 하와이 선례를 인용하여 도널드 트럼프에게 투표할 대체 선거인단을 지명하는 행사를 개최했다. 이러한 선거인단 중 어느 누구도 주 정부의 어떤 기관에 의해 선거인으로 임명되지 않았고, 주지사에 의해 선거인으로 인증되지도 않았다. 더욱이, 위스콘신을 제외한 모든 주는 "안전 피난처" 마감일까지 결과를 인증했는데, 이는 법에 따라 "최종적"이다. 이러한 인증서에는 이러한 대체 선거인단이 포함되지 않았다. 보수적인 내셔널 리뷰를 포함한 관찰자들은 이러한 선거인단을 "초법적인", "기이한", 그리고 "실제적인 의미가 없다"고 묘사했다.

## 결과
투표가 법에 따라 "확인되고 개표"되면, "그 결과는 [개표 위원에 의해] 상원 의장에게 전달된다." 상원 의장은 "그 즉시 투표 상태를 발표해야 하며, 이 발표는 선출된 대통령과 부통령의 충분한 선언으로 간주된다." 법안의 이전 버전에서는 상원 의장이 "선출된 사람들의 이름(있는 경우)"을 발표하도록 요구했지만, 이 문구는 회의 보고서에서 "의장이 개표 위원이 확인하여 자신에게 전달한 투표 상태만 발표하는 것 이상을 방지하기 위함"이라는 설명과 함께 삭제되었다.:{{{1}}}

### 선거인단 다수결
선거인단에 의해 선출되려면 헌법은 후보자가 "임명된 선거인 총수의 과반수"를 받아야 한다고 요구한다. 이 문구의 초기 장점 중 하나는 특정 주가 선거인단을 임명하지 않아 선거에 참여하지 않기로 결정하더라도, 임명된 선거인단의 과반수에 의해 대통령이 선출될 수 있다는 것이었다.:324:{{{1}}}
그러나 의회가 주의 선거인단 투표를 거부하거나, 여러 경쟁 회보 중 어떤 것도 개표하지 않기로 선택할 때, "그 결정이 후보자가 선거인단 투표의 50% 이상을 얻었는지 여부를 결정하는 분모에 미치는 영향은 완전히 열린 문제이다.":{{{1}}} 예를 들어, 현재 총 538표가 있고, 20명의 선거인단을 임명한 주로부터의 모든 투표가 거부되면, 과반수는 538표 중 270표로 남아있을 수도 있고, 518표 중 260표로 줄어들 수도 있다. 역사적 선례는 엇갈리며, 주 선거인단이 거부되거나 거부 대상으로 고려되었던 이전 사례들(예: 1872년 미국 대통령 선거)에서는 승리 후보가 과반수를 달성했는지 여부를 결정한 적이 없었다. "아마도 강하게 지지되는 다양한 견해가 [선거 개표법]을 지지하는 섬세한 타협의 거미줄을 위태롭게 할 수 있었기 때문에, 의회는 [선거 개표법]에서 이 문제를 다루는 것을 피했다.":{{{1}}}
미래의 합동 회의는 명확한 선례 없이 "이러한 상황의 영향을 다루도록 요청받을 수 있다.":5 의회는 미래 회의에서 양원의 투표로 이 문제를 결정할 수 있을 가능성이 높지만, 한 의회가 후보자가 과반수를 달성했다고 판단하고 다른 의회가 동의하지 않는 경우 선거 개표법은 기본 규칙이나 앞으로 나아갈 길을 제공하지 않는다. 상원 의장의 역할은 개표 위원의 명부를 받고 "투표 상태를 발표하는" 것으로 법에 의해 엄격히 제한된다.:{{{1}}} 상원 의장은 "선출된 사람들의 이름"을 발표하지 않는데, 이는 의회가 위에서 설명한 것처럼 그 선택을 특별히 거부했기 때문이다.
어떤 후보자도 과반수를 얻지 못한 것으로 결정되면, 수정 헌법 제12조에 설명된 불확정 선거 절차가 사용될 것이다. 1824년 미국 대통령 선거에서처럼 하원이 주별 투표로 대통령을 선출하고, 1836년 미국 대통령 선거에서처럼 상원이 부통령을 선출할 것이다.

### 절차 미완료
선거 개표법은 절차, 토론, 휴회에 엄격한 제한을 부과하여, 퇴임하는 대통령의 임기가 끝나기 전에 의회가 선거 결과를 도출하도록 돕는다. 그럼에도 불구하고, 그 시점까지 새 대통령(또는 부통령)이 선출되지 않았다면, 수정 헌법 제20조와 대통령 승계법에 따라 하원 의장이 대통령 대행으로 취임하게 된다. 특히, 수정안 제1조는 퇴임하는 대통령과 부통령의 임기가 1월 20일 정오에 종료됨을 명확히 한다; 이들은 헌법 수정안을 통해서만 연장될 수 있다.
한 평론가는 선거 개표법의 모호함이 양원이 선거 개표가 완료되었는지 여부에 대해 의견이 일치하지 않거나,:360 새로운 대통령이 선출되었는지 여부에 대해 의견이 일치하지 않는 상황을 묘사하며, 이로 인해 대통령직에 대한 경쟁적인 주장이 발생할 수 있는 상황을 설명한다.:362

## 합헌성
적어도 한 평론가인 바산 케사반은 선거인단 개표법이 위헌이라고 길게 주장하며, 개표 체계는 헌법 수정안을 통해 확립되어야 한다고 주장한다::1694–1792
이 기사는 선거인단 개표법, 특히 3 U.S.C. § 15가 위헌이라고 주장한다. 선거인단 개표법은 헌법의 본문과 구조를 여러 방식으로 위반한다. 예를 들어, 선거인단 개표법을 통과시킬 명시적 또는 묵시적 권한의 원천은 어디에 있는가? 의회가 대통령 선거 방식을 규제할 권한은 어디에 있는가? 선거인단 조항은 선거인단 투표 개표에 양원제를 어디에 규정하고 있는가? 제49대 의회 (1887년)는 미래 의회와 합동 회의를 선거인단 투표 개표에 구속할 권한을 어디에서 얻는가? 더 일반적으로: 합동 회의는 선거인단 투표의 유효성을 판단할 권한을 어디에서 얻는가? 개표 기능은 산술적이고 행정적인 것으로 보인다. 만약 합동 회의가 선거인단 투표를 판단할 수 있다면, 선거인단의 의지를 좌절시키거나 하원에서 대통령, 상원에서 부통령을 위한 불확정 선거를 유발하기에 충분한 투표를 거부할 수 있으며, 이로써 의회 양원이 국가의 두 최고 행정관을 임명할 권한을 찬탈하게 될 것이다.
그러나 케사반은 다음과 같이 인정했다:
대법원과 다른 곳에서의 일반적인 견해는 선거인단 개표법이 합헌이라는 것이다.

### 고머트 외 대 펜스

#### 지방법원
2020년 12월 27일, 2021년 미국 선거인단 투표 개표에서 예상되는 결과를 바꾸기 위해 텍사스주 하원의원 루이 고머트와 몇몇 애리조나주 공화당원들은 미국 지방법원에 선거 개표법이 위헌이며 펜스 부통령이 의회 양원의 항소 없이 일방적으로 모든 선거인단 투표 증명서를 거부할 완전한 자유를 가지고 있다는 선언을 요청하는 소송을 제기했다. 펜스를 공식 자격으로 대리하는 법무부는 이 소송에서 제기된 문제들이 부통령이 아닌 하원과 상원에 제기되어야 한다고 주장하며, 그렇게 하지 않는 것은 고머트가 자신이 권한을 더 강화하려는 사람을 고소하는 "움직이는 법적 모순"을 나타낸다고 말했다. 하원은 법정 의견서에서 이에 동의했다. 2021년 1월 1일, 제레미 커노들 판사는 모든 원고가 원고적격이 부족하므로 법원은 "사물 관할권이 없다"고 말하며 사건을 기각했다.

#### 항소법원
항소에서 제5순회 항소법원의 3인 패널은 1월 2일 지방법원과 동일한 이유로 "원고 중 어느 누구도 ... 원고적격이 없다"고 판단하며 사건을 기각했다.

#### 대법원
2021년 1월 6일, 원고들은 새뮤얼 알리토 대법관에게 행정적 유예를 신청했고, 이는 전체 법원에 회부되었다. 신청인들은 영장 신청 해결이 보류된 상태에서 대법원이 부통령에게 ECA의 분쟁 해결 조항 발동을 자제하도록 지시해 줄 것을 요청했다. 1월 7일, 대법원은 신청을 기각했다. 선거인단 투표 개표가 1월 6일에 시작되어 1월 7일 새벽에 완료되었기 때문에 전체 사건은 무의미해졌다.

## 명확화 및 개정
1961년, 리처드 닉슨 부통령은 1960년 미국 대통령 선거의 선거인단 투표 개표 합동 회의 의장으로서, 자신에게 불리한 늦게 제출된 투표의 인증을 허용하는 판결을 의회가 따르도록 제안했고, 의회는 그렇게 했다. 1969년, 휴버트 험프리는 개표에서 자신을 회피했다. 2001년, 2017년, 그리고 다시 2021년에, 현직 부통령이자 행정부 후보였던 인물들은 상대방에게 유리한 투표 증명서 개표에 대한 이의를 기각했다.
이 법안의 일부 조항(2022년 법안 개정):
- 주 법률이나 헌법에 달리 명시되지 않는 한, 각 주의 주지사가 확인 증명서 제출 책임자임을 명시한다.
- 주 선거인단 확인서와 관련된 특정 주장에 대해 미국 연방지방법원 패널의 신속한 심사 및 대법원에 대한 직접 항소를 규정한다.
- 의회가 주 또는 연방 법원의 판결에 따라 주 최고 책임자가 제출한 선거인단 명부를 존중하도록 요구한다.
- 부통령이 선거인단 분쟁을 단독으로 결정, 수락, 거부 또는 달리 판결할 수 없음을 명확히 한다.
- 이의 제기 문턱을 각 의회의 의원 1명에서 20%로 상향 조정한다.
- 주 입법부가 "예외적이고 재앙적인" 사건으로 인해 필요한 경우가 아니면 의무 선거 기간을 수정하는 것을 금지한다.

## 더 읽어보기
- Wroth, Kinvin L. (1968). 〈Election Contests and the Electoral Vote〉. 《Election of the President: Hearings Before the Subcommittee on Constitutional Amendments...89-2 and 90-1, on S. J. Res. 4, 7, 11, 12, 28, 58, 62, 138, and 139, in the 89th. and S.J. Res. 2, 3, 6, 7, 12, 15, 21, 25, 55, 84, and 86, in the 90th, on February 28; March 1, 2, 7, 8, 9, 10, 1966; May 16, 17, 18; July 12, 13, 14, 18, 19, 20, 25; August 23, 1967》. United States Senate. 774–794쪽.
- Muller, Derek T. (2021). 《Electoral Votes Regularly Given》. 《Georgia Law Review》 55. 1529–1552쪽. ISSN 0016-8300. SSRN 3875509. U Iowa Legal Studies Research Paper No. 2021-30. University of Georgia School of Law: glr/vol55/iss4/3 => 1149. Georgia Law Review 27922 (metadata, PDF), 69824.